# Porcão
Porcão foi uma rede de churrascarias brasileira.
Em fevereiro de 2017, teve a falência decretada pela justiça. Ao final, operava unidades no Aterro do Flamengo, Barra da Tijuca e Ipanema, Niterói, além da filial brasiliense.

## Histórico
A empresa foi fundada na cidade do Rio de Janeiro em 1975. O primeiro restaurante se chamava Churrascaria Riograndense e ficava na Avenida Brasil. Ainda nos primeiros meses de funcionamento, porém, uma ventania derrubou o seu letreiro. Ao lado, havia um hipermercado da rede de supermercados Casas da Banha, com uma grande figura de um porco em sua fachada. Um casal de porquinhos era o símbolo da rede de supermercados. Os frequentadores do restaurante passaram a chamá-lo de "Porcão" e a alcunha acabou sendo adotada oficialmente.
Em 2009, o restaurante Garcia & Rodrigues venceu a licitação para explorar o restaurante Rio's, filial do Porcão no Aterro do Flamengo. O local pertence à Prefeitura do Rio, e é explorado em regime de concessão. O Porcão contestou judicialmente o resultado da licitação. Porém, o grupo empresarial Brasil Food Services (denominado Brazal desde 2015), que já controlava o Garcia & Rodrigues, comprou também a rede Porcão, encerrando a batalha judicial.
A rede chegou a deter oito restaurantes no Rio de Janeiro, São Paulo e filiais no Recife, Salvador e em Brasília, além de franquias em Milão, Miami e Lisboa.